# 고려상업은행
고려상업은행(高麗商業銀行, Koryo Commercial Bank Ltd.)은 조선민주주의인민공화국의 은행이다.
1988년 11월 15일 재미교포와 조선민주주의인민공화국 측이 5백만 달러씩을 출자해서 고려상업은행을 세우기로 합의하며 설립됐다. 로스앤젤레스 소재 고려문화센터가 미주 내 대행역할을 맡았으며, 민족통일공채(National Reunification Fund)의 발행과 호텔 신축사업 등의 업무를 했다. 조선민주주의인민공화국에서는 특수금융기관으로 분류돼 있다.
2017년 9월 26일 미국은 국제 금융시스템과 무역 거래에서 조선민주주의인민공화국을 고립시키는 내용의 행정명령 13810호를 통해 고려상업은행을 제재 명단에 포함시켰다.

## 같이 보기
- 화려은행